# Стабільність!
«Стабільність!» (офіційна назва російською мовою рос. Стабильность!, латис. Stabilitātei!; латиською За стабільність!; також ST!) — латвійська євроскептична центристська політична партія, що ставить собі за мету «захист російськомовного населення Латвії». Партію зареєстрували колишні депутати Ризької думи Олексій Росликов і Валерій Петров. Фактично «Стабільність!» зареєстрована 9 лютого 2021 року як політична організація, але офіційною датою створення вважається 26 лютого 2021 року.

## Історія
Оголошення про створення партії «Стабільність!» відбулось 26 лютого 2021 року Олексієм Росликовим та Валерієм Петровим — колишніми депутатами Ризької думи. Партія була юридично зареєстрована 9 лютого 2021 року як політична організація, а її установчі збори відбулися 17 січня 2021 року. Спочатку партія діяла під назвою «За стабільність — так!».

### Ідеологія
«За стабільність!» позиціонує себе центристською політичною партією, проте політологи і спостерігачі часто характеризують її як «популістську і євроскептичну». Основний ідейний акцент партії — захист і просування прав російськомовної меншини Латвії. Центральним елементом платформи партії є просування мультикультурної Латвії. Партія виступає за «рівну повагу до всіх національностей і мов, наголошуючи на важливості побудови суспільства, в якому всі жителі, незалежно від етнічного походження, відчувають свою приналежність». Партія помітно критикує Європейський Союз, називає його «таким, що душить», звинувачує його в «утисках суверенітету Латвії та перешкоджанні економічному зростанню країни», закликає до переоцінки відносин Латвії з ЄС.
На відміну від Соціал-демократичної партії «Злагода», що теж ставить собі за мету захист російськомовного населення Латвії, «Стабільність!» не виступила із засудженням вторгнення Росії в Україну в 2022 році, хоча й не висловлювала відкритої підтримки війни. У передвиборчій програмі партії взагалі не згадувалася війна Росії проти України. Таким чином ставиться під питання прихована русофілія партії.

### Політична діяльність
Партія взяла участь у парламентських виборах у Латвії, які відбулися 1 жовтня 2022 року, і несподівано набрала 6,8 % голосів виборців, що дозволило їй отримати 10 мандатів у Сеймі. Такий результат став несподіванкою, оскільки передвиборчі опитування показували, що партія може не подолати необхідного 5-відсоткового бар'єру для проходження до парламенту.